# Teísmo agnóstico
El teísmo agnóstico, también llamado agnosticismo teísta es el punto de vista filosófico que compagina el teísmo (creencia en un dios personal y providente, creador y conservador del mundo) con el agnosticismo (actitud filosófica que declara inaccesible al entendimiento humano todo conocimiento de lo divino y de lo que trasciende la experiencia).
Así, una persona agnóstica teísta cree que "existe algún dios", pero que es casi imposible de demostrar. Además, puede ser agnóstico respecto a las propiedades del dios que cree que existe.

## Justificación

El teísmo agnóstico es creencia sin conocimiento, como puede verse en los sombreados púrpura y azul.

El teísmo agnóstico puede dar cabida a un gran número de creencias, como el fideísmo, aunque no todas las personas agnósticas son fideístas. Ya que el agnosticismo es una posición de conocimiento y no confesional, no tiene "prohibido" creer en una deidad, así que es compatible con posiciones teístas. Diferente de la posición del agnosticismo ateo, ya que los ateos-agnósticos son ateos porque no creen en un dios, y son agnósticos porque no afirman saber que no existe un dios.
La epistemología clásica dice que el conocimiento es "creencia justificada"; según este razonamiento, se podría permitir que uno puede tener una creencia y que esa creencia puede ser verdadera, sin afirmar que lo conozca. El fundador de la logoterapia, Viktor Frankl, ejemplifica esta definición. El agnóstico teísta podría ser interpretado como la admisión de que no es posible justificar las creencias de uno mismo sobre la creencia en Dios lo suficiente como para ser considerado conocimiento.
Søren Kierkegaard pensaba que el conocimiento de Dios es imposible y por ello la gente que quiere ser teísta debe creer: "Si soy capaz de comprender a Dios de manera objetiva, entonces no creo, pero precisamente porque no puedo hacer eso debo creer".
Los agnósticos cristianos practican una forma distinta de agnosticismo que se aplica no a la existencia sino a las "propiedades" de Dios. Aseguran que es imposible estar seguro de nada más allá de la doctrina de la fe cristiana: Creer que Dios existe, que Jesús tuvo una relación especial con Él (de algún modo divina) y que Dios podría tal vez ser adorado. Este sistema de creencias tiene unas raíces muy profundas en el judaísmo y los primeros años de la existencia de la iglesia.